# Douglas Trumbull
Douglas Huntley Trumbull, född 8 april 1942 i Los Angeles, död 7 februari 2022 i Albany, New York, var en amerikansk filmregissör, manusförfattare, producent och kreatör av specialeffekter.
Som regissör är Trumbull mest känd för science fiction-filmerna Den tysta flykten (1972) och Brainstorm (1983). Den senare filmen blev särskilt uppmärksammad då skådespelerskan Natalie Wood dog i en omdiskuterad drunkningsolycka under filminspelningen i november 1981.
Som kreatör av specialeffekter arbetade Trumbull bland annat med filmerna År 2001 – ett rymdäventyr (1968), Närkontakt av tredje graden (1977) och Blade Runner (1982).